# Сотовая связь

Пример повторного использования частоты в сотовой сети (в этом случае используются 4 частоты) с идеально шестиугольными ячейками. Восемь отдельных клеток показаны упакованными одна рядом с другой. Первая ячейка в верхнем левом углу использует частоту 1. Следующие ячейки используют частоты 2 и 3. Следующая ячейка снова использует частоту 1. Этот шаблон с той же частотой, никогда не используемой прямыми соседями, повторяется через диаграмму показанного шаблона повторного использования. Такие частоты являются типичным примером для цифровой сотовой системы (то есть GSM). Для более ранних аналоговых систем более высокая схема повторного использования (7 или выше)

Поколения мобильной телефонии

Со́товая связь, сеть подвижно́й радиосвя́зи — один из видов подвижной радиосвязи, в основе которого лежит сотовая сеть. Ключевая особенность заключается в том, что общая зона покрытия делится на ячейки (соты), определяющиеся зонами покрытия отдельных базовых станций (БС). Соты частично перекрываются и вместе образуют сеть. На идеальной (ровной и без застройки) поверхности зона покрытия одной БС представляет собой круг, поэтому составленная из них сеть имеет вид шестиугольных ячеек (сот).
Сеть составляют разнесённые в пространстве приёмопередатчики, работающие в одном и том же частотном диапазоне, и коммутирующее оборудование, позволяющее определять текущее местоположение подвижных абонентов и обеспечивать непрерывность связи при перемещении абонента из зоны действия одного приёмопередатчика в зону действия другого.
Сотовый телефон — сложное высокотехнологичное электронное устройство. Большинство стандартов подвижной связи использует для опознания абонента SIM-карту.

## История
Подвижная телефонная радиосвязь впервые появилась в 1921 году. Полиция Детройта (США) пользовалась односторонней диспетчерской связью в диапазоне 2 МГц, чтобы передавать информацию от центрального передатчика к приемникам, расположенным в автомобилях полицейских. В 1940 г. телефонной радиосвязью пользовались около 10 тысяч полицейских автомашин. В этих системах использовалась амплитудная модуляция. Частотная модуляция применялась с 1940 г.; к 1946 г. она полностью вытеснила амплитудную. Первый общественный подвижный радиотелефон появился в 1946 г. (Сент-Луис, США; фирма Bell Telephone Laboratories), в нём использовался диапазон 150 МГц. В начале 1950-х гг. разработчик пейджера и некоторых других средств беспроводной связи Эл Гросс пытался заинтересовать американские телефонные компании Bell Telephone и другие своей разработкой — мобильным телефоном, но те тогда не проявили интереса к изобретению. В 1955 г. начала работать 11-канальная система в диапазоне 150 МГц, а в 1956 г. — 12-канальная система в диапазоне 450 МГц. Обе эти системы были симплексными, и в них использовалась ручная коммутация. Автоматические дуплексные системы начали работать соответственно в 1964 г. (150 МГц) и в 1969 г. (450 МГц).
В 1947 году инженеры из Bell Labs Дуглас Ринг и Рэй Янг выдвинули идею сотовой связи. Но проектировка рабочей архитектуры аппаратной платформы стала возможной только в 1970-х годах.
В СССР в 1957 г. московский инженер Л. И. Куприянович создал опытный образец носимого автоматического дуплексного мобильного радиотелефона ЛК-1 и базовую станцию к нему. Мобильный радиотелефон весил около трех килограммов и имел радиус действия 20—30 км. В 1958 году Куприянович создаёт усовершенствованные модели аппарата весом 0,5 кг и размером с папиросную коробку. В 1960-х гг. Христо Бочваров в Болгарии демонстрирует свой опытный образец карманного мобильного радиотелефона. На выставке «Интероргтехника-66» Болгария представляет комплект для организации местной подвижной связи из карманных мобильных телефонов РАТ-0,5 и АТРТ-0,5 и базовой станции РАТЦ-10, обеспечивающей подключение 10 абонентов.
В конце 50-х годов в Воронежском НИИ связи разработали первую в мире систему полностью автоматической подвижной связи «Алтай», введённую в опытную эксплуатацию в 1963 г. Система «Алтай» первоначально работала на частоте 150 МГц. В 1970 г. система «Алтай» работала в 30 городах СССР и для неё был выделен диапазон 330 МГц.
Принцип связи был таков: 
- город обслуживала одна базовая станция;
- оборудование устанавливалось, как правило, на одном из самых высоких зданий в городе;
- в зависимости от высоты, рельефа и этажности застройки устойчивый сигнал в городе мог быть в радиусе до 50-60 км, а кое-где — и до 100 км вокруг базовой станции. В этом радиусе и можно было звонить, причём, как с «Алтая» на «Алтай», так и на городские номера АТС, и даже по межгороду и за рубеж.

Аналогичным образом, с естественными отличиями и в меньших масштабах, развивалась ситуация и в других странах. Так, в Норвегии общественная телефонная радиосвязь использовалась в качестве морской подвижной связи с 1931 г.; в 1955 г. в стране было 27 береговых радиостанций. Наземная подвижная связь начала развиваться после второй мировой войны в виде частных сетей с ручной коммутацией. Таким образом, к 1970 г. подвижная телефонная радиосвязь, с одной стороны, уже получила достаточно широкое распространение, но с другой — явно не успевала за быстро растущими потребностями, при ограниченном числе каналов в жёстко определённых полосах частот. Выход был найден в виде системы сотовой связи, что позволило резко увеличить ёмкость за счёт повторного использования частот в системе с ячеистой структурой.

### Сотовые системы

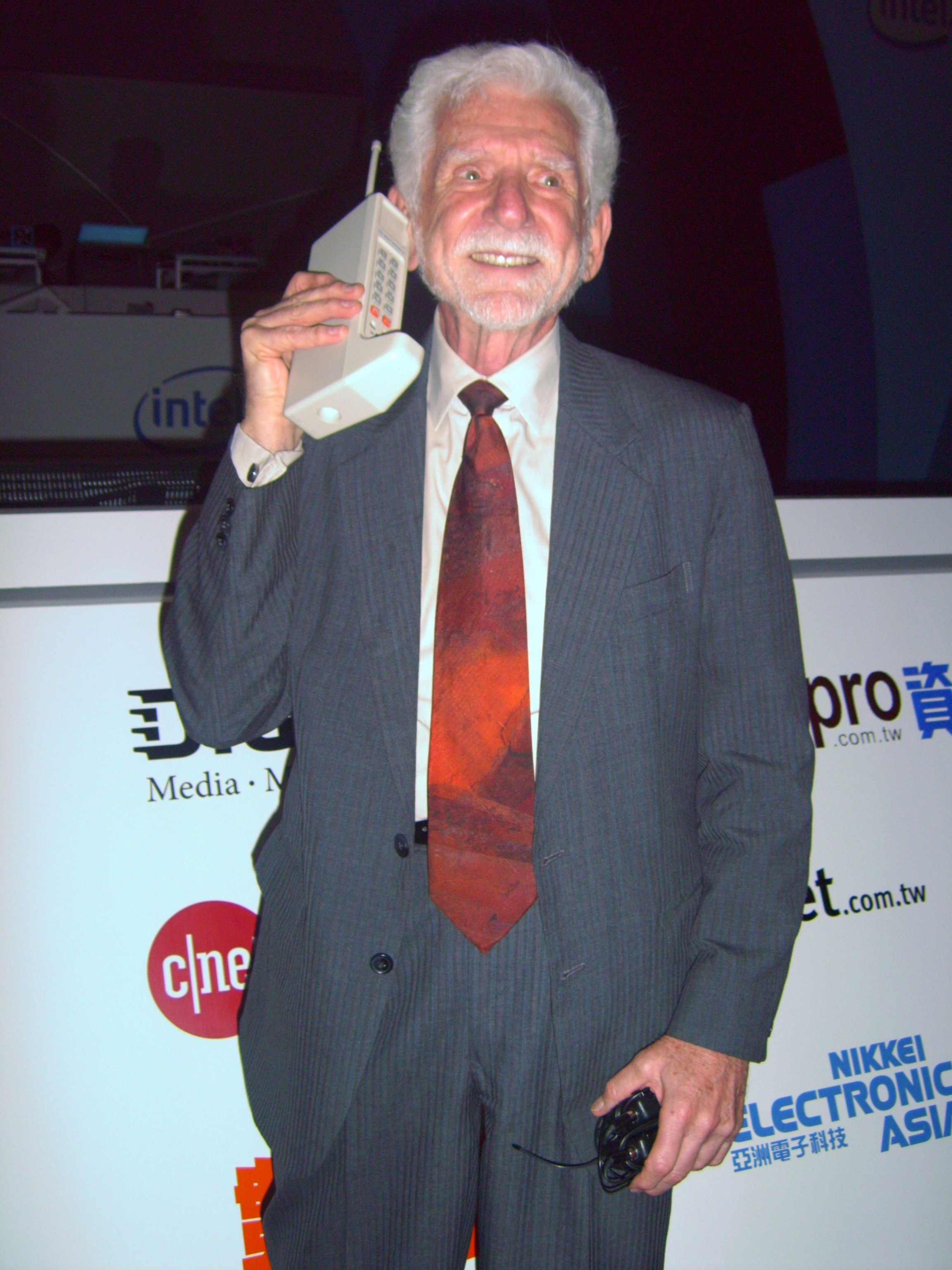
Изобретатель сотового телефона Мартин Купер с одной из ранних моделей мобильных телефонов Motorola DynaTAC

Отдельные элементы системы сотовой связи существовали и раньше. В частности, некоторое подобие сотовой системы использовалось в 1949 году в Детройте (штат Мичиган, США) диспетчерской службой такси — с повторным использованием частот в разных ячейках при ручном переключении каналов пользователями в оговорённых заранее местах. Однако архитектура той системы, которая сегодня известна как система сотовой связи, была изложена только в техническом докладе компании Bell System, представленном в Федеральную комиссию связи США в декабре 1971 года. С этого времени начинается развитие собственно сотовой связи.
В 1974 году Федеральная комиссия связи США приняла решение о выделении для сотовой связи полосы частот в 40 МГц в диапазоне 800 МГц; в 1986 году к ней было добавлено ещё 10 МГц в том же диапазоне. В 1978 году в Чикаго начались испытания первой опытной системы сотовой связи на 2 тыс. абонентов. Поэтому 1978 год можно считать годом начала практического применения сотовой связи. Первая автоматическая коммерческая система сотовой связи была введена в эксплуатацию также в Чикаго (штат Иллинойс) в октябре 1983 года компанией American Telephone and Telegraph (AT&T). В Канаде сотовая связь используется с 1978 года, в Японии — с 1979 года, в североевропейских странах (Дания, Норвегия, Швеция, Финляндия) — с 1981 года, в Испании и Англии — с 1982 года. По состоянию на июль 1997 года сотовая связь работала более чем в 140 странах всех континентов, обслуживая более 150 млн абонентов.
Первой коммерчески успешной сотовой сетью была финская сеть Autoradiopuhelin (ARP). Это название переводится на русский как «Автомобильный радиотелефон». Запущенная в 1971 году, она достигла 100%-го покрытия территории Финляндии в 1978 году, а в 1986 году в ней было более 30 тыс. абонентов. Работала сеть на частоте 150 МГц, размер соты — около 30 км.
В СССР первая коммерческая сотовая сеть была представлена петербургской компанией Дельта Телеком с 9 сентября 1991 года. 29 января 1992 года начал свою работу столичный оператор "Московская сотовая связь" (МСС.) Однако, вплоть до нового тысячелетия сотовые телефоны в странах бывшего СССР были очень дорогими (цена сотового аппарата могла достигать до нескольких тысяч долларов США) и являлись символом успешности и состоятельности человека (политиков, бизнесменов и криминала) и не были доступны широким массам населения. Так, к 1997 году абонентов сотовой связи в России было лишь около 300 тысяч человек в 26 регионах (в Москве, Санкт-Петербурге; Московской, Ленинградской, Белгородской, Брянской, Воронежской, Ивановской, Иркутской, Калининградской, Костромской, Курской, Липецкой, Нижегородской, Новосибирской, Орловской, Самарской, Свердловской, Тверской, Тульской областях; Краснодарском, Красноярском и Приморском краях, а также в республиках: Башкортостан, Бурятия, Коми.) Только после 1998 года, с появлением большого количества бюджетных моделей сотовых телефонных аппаратов и перехода на стандарты GSM, сотовая связь начала становиться доступной и получать широкое распространение - получили свою известность операторы МТС, Би Лайн, МСС, Сонет, Дельта Телеком, Северо-Западный GSM и некоторые другие.

## Принцип действия сотовой связи

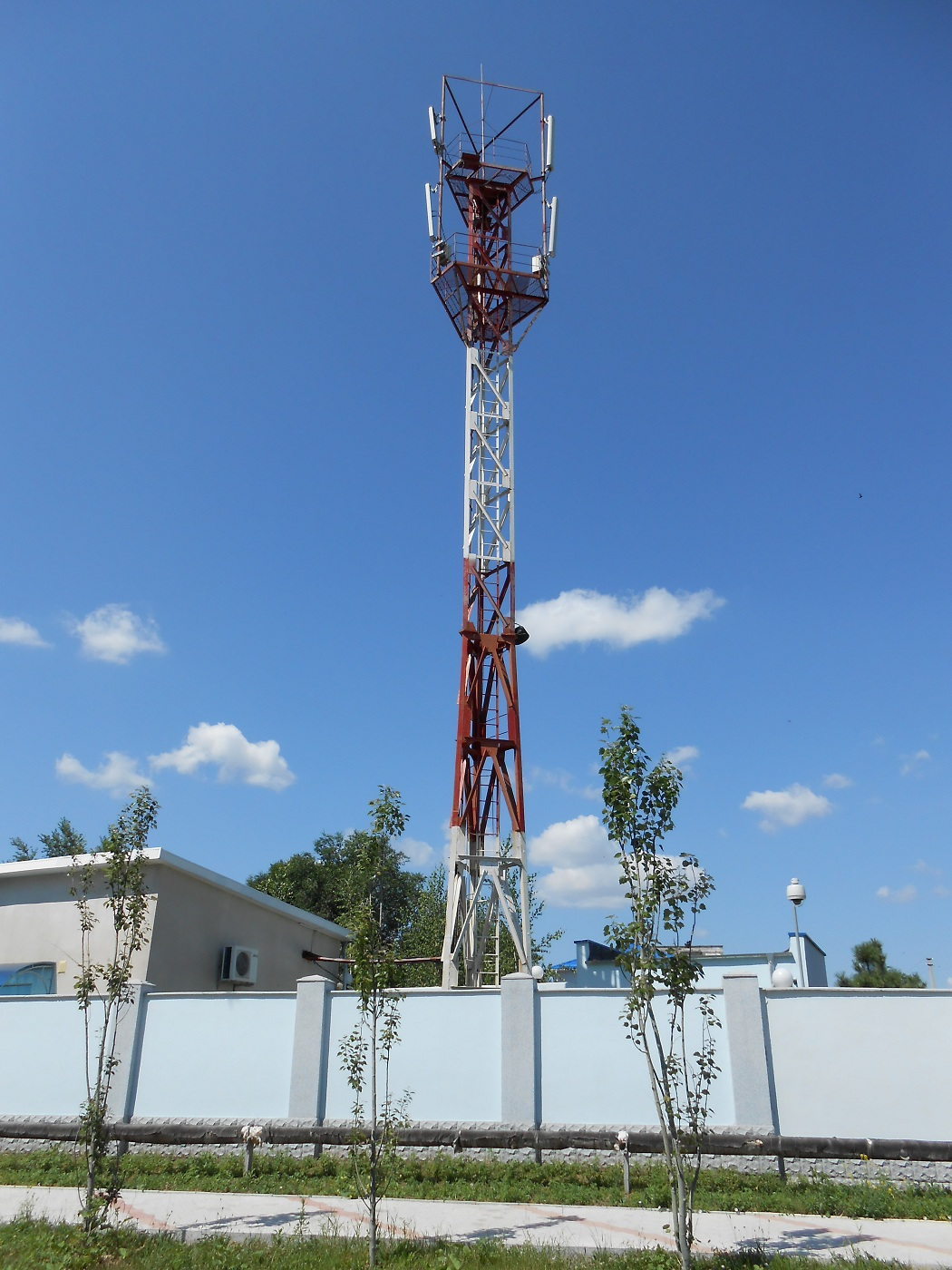
Сотовая вышка CDMA

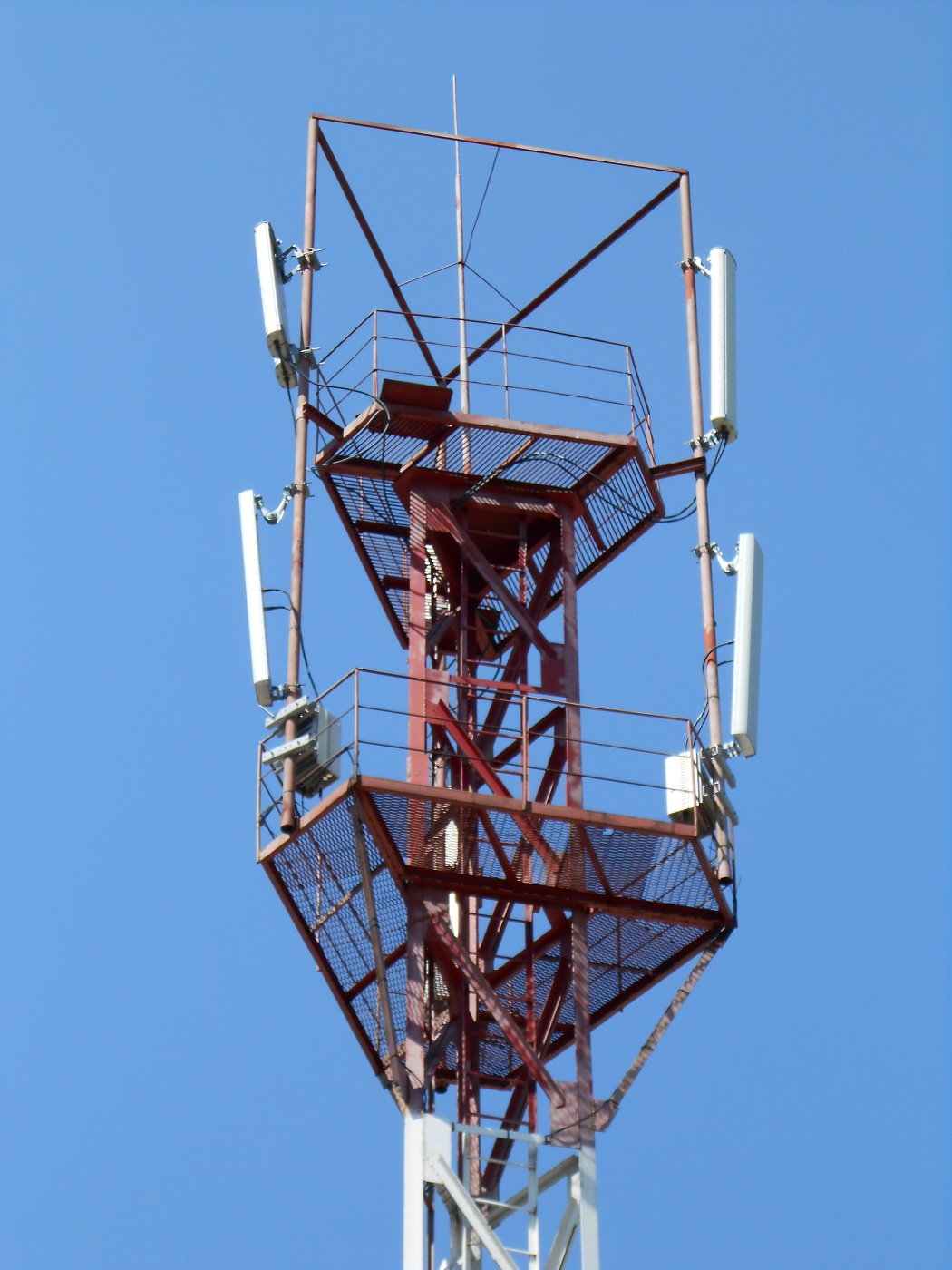
Сотовые панельные антенны на башне

Основные составляющие сотовой сети — это сотовые телефоны и базовые станции, которые обычно располагают на крышах зданий и вышках. Будучи включённым, сотовый телефон прослушивает эфир, находя сигнал базовой станции. После этого телефон посылает станции свой уникальный идентификационный код. Телефон и станция поддерживают постоянный радиоконтакт, периодически обмениваясь пакетами. Связь телефона со станцией может идти по аналоговому протоколу (AMPS, NAMPS, NMT-450) или по цифровому (DAMPS, CDMA, GSM, UMTS). Если телефон выходит из поля действия базовой станции (или качество радиосигнала соты ухудшается), он налаживает связь с другой.
Сотовые сети могут состоять из базовых станций разного стандарта, что позволяет оптимизировать работу сети и улучшить её покрытие.
Сотовые сети разных операторов соединены друг с другом, а также со стационарной телефонной сетью. Это позволяет абонентам одного оператора делать звонки абонентам другого оператора, с сотовых телефонов — на стационарные и со стационарных — на сотовые.
Операторы могут заключать между собой договоры роуминга. Благодаря таким договорам абонент, находясь вне зоны покрытия своей сети, может совершать и принимать звонки через сеть другого оператора. Как правило, это осуществляется по повышенным тарифам. Возможность автоматического роуминга появилась лишь в стандартах 2G и является одним из главных отличий от сетей 1G.
Операторы могут совместно использовать инфраструктуру сети, сокращая затраты на развертывание сети и текущие издержки.

## Услуги сотовой связи
Операторы сотовой связи предоставляют следующие услуги:
- Голосовой звонок;
- Автоответчик в сотовой связи (услуга);
- Роуминг;
- АОН (Автоматический определитель номера) и АнтиАОН;
- Приём и передача коротких текстовых сообщений (SMS);
- Приём и передача мультимедийных сообщений — изображений, мелодий, видео (MMS-служба);
- Доступ в Интернет;
- Видеозвонок и видеоконференция;
- Определение местоположения сотового телефона (Location-based service).